# Division 2 Féminine 2023-2024
La Division 2 Féminine 2023-2024 è stata la 36ª edizione del campionato di seconda divisione del campionato francese femminile di calcio. Il torneo è iniziato il 17 settembre 2023 e si è concluso il 26 maggio 2024 con la vittoria finale dello Strasburgo.

## Stagione

### Novità
Dalla Division 1 Féminine 2022-2023 erano stati retrocessi in Division 2 Féminine il Soyaux e il Rodez, classificatisi nelle ultime due posizioni in classifica. Tuttavia, a causa della mancata iscrizione delle prime, è stato ripescato il Nantes, migliore classificata fra le varie retrocesse della scorsa stagione, che ha visto la retrocessione di ben dodici squadre a causa del riorganizzamento delle competizioni nazionali.

### Formato
Con la diminuzione dei partecipanti le dodici squadra si affrontano in un unico girone all'italiana.

## Squadre partecipanti
| Club                | Stagione | Città            | Stadio                                   | Stagione precedente     |
| ------------------- | -------- | ---------------- | ---------------------------------------- | ----------------------- |
| Albi Marssac        | dettagli | Albi             | Stadio Maurice-Rigaud                    | 6º posto in D2/B        |
| Le Mans             | dettagli | Le Mans          | Complexe de la Californie                | 4º posto in D2/A        |
| Lens                | dettagli | Lens             | Stadio Degouve-Brabant (Arras)           | 5º posto in D2/A        |
| Metz                | dettagli | Metz             | Stadio Dezavelle (Longeville-lès-Metz)   | 2º posto in D2/A        |
| Montauban           | dettagli | Montauban        | Stadio Jean-Verbeke                      | 3º posto in D2/B        |
| Nantes              | dettagli | Nantes           | Stadio Marcel Saupin                     | 7º posto in D2/A        |
| Nizza               | dettagli | Nizza            | Stadio della Plaine du Var               | 5º posto in D2/B        |
| Olympique Marsiglia | dettagli | Marsiglia        | OM Campus                                | 2º posto in D2/B        |
| Orléans             | dettagli | Orléans          | Stadio Marcel-Garcin                     | 6º posto in D2/A        |
| Rodez               | dettagli | Rodez            | Stadio Vabre (Onet-le-Château)           | 11º posto in Division 1 |
| Strasburgo          | dettagli | Strasburgo       | Stadio Jean-Nicolas-Muller               | 3º posto in D2/A        |
| Thonon Évian        | dettagli | Thonon-les-Bains | Stade Camille-Fournier (Évian-les-Bains) | 4º posto in D2/B        |

## Classifica finale
|       | Pos. | Squadra             | Pt | G  | V  | N  | P  | GF | GS | DR  |
| ----- | ---- | ------------------- | -- | -- | -- | -- | -- | -- | -- | --- |
|       | 1.   | Strasburgo          | 51 | 22 | 15 | 6  | 1  | 40 | 11 | +29 |
|       | 2.   | Nantes              | 44 | 22 | 13 | 5  | 4  | 37 | 21 | +16 |
|       | 3.   | Olympique Marsiglia | 44 | 22 | 13 | 5  | 4  | 50 | 29 | +21 |
|       | 4.   | Nizza               | 34 | 22 | 10 | 4  | 8  | 30 | 28 | +2  |
|       | 5.   | Lens                | 31 | 22 | 8  | 7  | 7  | 33 | 25 | +8  |
|       | 6.   | Rodez               | 27 | 22 | 7  | 6  | 9  | 30 | 32 | -2  |
| [ 5 ] | 7.   | Orléans             | 27 | 22 | 7  | 6  | 9  | 32 | 39 | -7  |
|       | 8.   | Thonon Évian        | 26 | 22 | 6  | 8  | 8  | 29 | 33 | -4  |
|       | 9.   | Metz                | 22 | 22 | 4  | 10 | 8  | 22 | 36 | -14 |
|       | 10.  | Le Mans             | 22 | 22 | 5  | 7  | 10 | 18 | 27 | -9  |
|       | 11.  | Albi Marssac        | 21 | 22 | 5  | 6  | 11 | 29 | 52 | -23 |
|       | 12.  | Montauban           | 11 | 22 | 3  | 2  | 17 | 30 | 47 | -17 |

Legenda:
      Promossa in Première Ligue 2024-2025.
      Retrocessa in Division 3.
Note:
Tre punti a vittoria, uno a pareggio, zero a sconfitta.

## Statistiche

### Classifica marcatrici
| Gol |  |  | Giocatore         | Squadra             |
| --- |  |  | ----------------- | ------------------- |
| 14  |  |  | Aude Gbedjissi    | Lens                |
| 13  |  |  | Kenza Chapelle    | Strasburgo          |
| 11  |  |  | Ashley Clark      | Olympique Marsiglia |
| 10  |  |  | Mama Diop         | Olympique Marsiglia |
| 10  |  |  | Camille Robillard | Nantes              |